# Neorhynchoplax pageti
Neorhynchoplax pageti is een krabbensoort uit de familie van de Hymenosomatidae. De wetenschappelijke naam van de soort is voor het eerst geldig gepubliceerd in 1975 door Pretzmann.